# Le'Veon Bell
Pour les articles homonymes, voir Bell.
(en) Statistiques sur pro-football-reference
Le'Veon Bell, né le 18 février 1992 à Reynoldsburg en Ohio, est un joueur professionnel de football américain de la National Football League (NFL). Il évolue au poste de running back.

## Biographie

### Carrière universitaire
Il rejoint l'université d'État du Michigan en 2010 et a joué pour l'équipe des Spartans durant trois saisons. Sa troisième saison est couronnée de succès ; il court pour 1 793 yards et marque 12 touchdowns, et est sélectionné dans la première équipe-type dans la conférence Big-10. Il renonce à jouer une quatrième et dernière saison universitaire, et se déclare éligible à la draft 2013 de la NFL.

### Carrière professionnelle

#### Steelers de Pittsburgh
Le'Veon Bell est sélectionné lors de la draft 2013 à la 48e place par les Steelers de Pittsburgh.
Il signe son contrat recrue avec les Steelers de Pittsburgh pour un montant de 4 millions de dollars sur une période de 4 ans. Il devient agent libre après la saison 2016. À sa première année professionnelle, il joue un total de 13 matchs. Il court pour 860 yards pour une moyenne de 3,7 yards par course et 8 touchdowns marqués.
En 2014, il participe à tous les matchs de son équipe (16 matchs) et il récolte 1 361 yards au sol, bon pour le 2e rang pour les yards cumulés au sol dans la ligue. Il finit avec une moyenne de 4,7 yards par course et 8 touchdowns. Il est élu au Pro Bowl et sur la première équipe All-Pro par les journalistes de l'Associated Press.
Il manque les deux premiers matchs de son équipe en raison d'une suspension pour avoir été arrêté en possession de drogue et pour avoir conduit sous l'influence de drogue. Le 1er novembre 2015, il se blesse au genou droit contre les Bengals de Cincinnati. À cause de cette blessure, il manque le reste de la saison. En six matchs, il récolte 556 yards pour une moyenne de 4.9 yards/course et 3 touchdowns.
En match éliminatoire, au tour préliminaire, il court 167 yards en 29 portés contre les Dolphins de Miami, dominant la rencontre et permettant à Pittsburgh de se qualifier pour le tour suivant. Une semaine plus tard, contre les Chiefs de Kansas City, il court pour 170 yards en 30 portés de balles, battant le record de franchise de Franco Harris en match éliminatoire pour la deuxième semaine consécutive,.

#### Jets de New York
Après être volontairement resté sur le banc des Steelers de Pittsburgh tout au long de la saison 2018, Le'Veon Bell signe un contrat de quatre ans avec les Jets de New York en mars 2019,. Ce contrat le rémunère à hauteur de 52,5 millions de dollars avec 35 millions garantis,. Si le montant global est inférieur à la proposition des Steelers refusée par Bell une saison auparavant — un contrat de 70 millions de dollars sur cinq saisons avec 17 millions garantis — le montant garanti est le double. Ce contrat est vu comme l'échec de Bell d'établir une nouvelle échelle de salaire pour les running backs qui attrapent de nombreuses passes comme un wide receiver.
Après que les Jets aient tenté l'échanger lors des derniers jours, Bell est libéré par l'équipe le 13 octobre 2020.

## Statistiques
| Année  | Équipe                 | MJ     |              | Courses      | Courses      | Courses      | Courses |       | Passes réceptionnées | Passes réceptionnées | Passes réceptionnées | Passes réceptionnées |
| Année  | Équipe                 | MJ     | Nb.          | Yards        | Moy.         | TD           | Nb.     | Yards | Moy.                 | TD                   |                      |                      |
| 2013   | Steelers de Pittsburgh | 13     | 244          | 860          | 3,5          | 8            | 45      | 399   | 8,9                  | 0                    |                      |                      |
| 2014   | Steelers de Pittsburgh | 16     | 290          | 1 361        | 4,7          | 8            | 83      | 854   | 10,3                 | 3                    |                      |                      |
| 2015   | Steelers de Pittsburgh | 6      | 113          | 556          | 4,9          | 3            | 24      | 136   | 5,7                  | 0                    |                      |                      |
| 2016   | Steelers de Pittsburgh | 12     | 261          | 1 268        | 4,9          | 7            | 75      | 616   | 8,2                  | 2                    |                      |                      |
| 2017   | Steelers de Pittsburgh | 15     | 321          | 1 291        | 4,0          | 9            | 85      | 655   | 7,7                  | 2                    |                      |                      |
| 2018   | Steelers de Pittsburgh |        | N'a pas joué | N'a pas joué | N'a pas joué | N'a pas joué |         |       |                      |                      |                      |                      |
| 2019   | Jets de New York       | 15     | 245          | 789          | 3,2          | 3            | 66      | 491   | 7,0                  | 1                    |                      |                      |
| 2020   | Jets de New York       | 2      | 19           | 74           | 3,9          | 0            | 3       | 39    | 13                   | 0                    |                      |                      |
| Totaux | Totaux                 | Totaux | 1 493        | 6 199        | 4,2          | 38           | 381     | 3 160 | 8,3                  | 8                    |                      |                      |

| Année  | Équipe                 | MJ     |     | Courses | Courses | Courses | Courses |       | Passes réceptionnées | Passes réceptionnées | Passes réceptionnées | Passes réceptionnées |
| Année  | Équipe                 | MJ     | Nb. | Yards   | Moy.    | TD      | Nb.     | Yards | Moy.                 | TD                   |                      |                      |
| 2016   | Steelers de Pittsburgh | 3      | 65  | 357     | 5,5     | 2       | 4       | 3     | 0,8                  | 2                    |                      |                      |
| 2017   | Steelers de Pittsburgh | 1      | 16  | 67      | 5,2     | 1       | 9       | 88    | 9,8                  | 1                    |                      |                      |
| Totaux | Totaux                 | Totaux | 81  | 424     | 5,2     | 3       | 13      | 91    | 7                    | 1                    |                      |                      |

## Jeu vidéo
Le'Veon Bell apparaît dans le jeu Call of Duty: WWII avec son coéquipier Alejandro Villanueva.